# Сапієв Серік Жумангалійович
Серік Жумангалійович Сапієв (каз. Серік Жұманғалиұлы Сәпиев, 16 листопада 1983) — казахський боксер напівсередньої ваги, олімпійський чемпіон, чемпіон світу, чемпіон Азійських ігор та чемпіон Азії.

## Аматорська кар'єра
2005 року на командному Кубку світу з боксу Серік Сапієв провів три поєдинка у складі збірної Казахстану в категорії до 60 кг і в усіх переміг, у тому числі Йорденіса Угаса (Куба).
На чемпіонаті світу 2005 став чемпіоном в категорії до 64 кг.
- В 1/16 фіналу переміг Павола Главачка (Словаччина) — 37-13
- В 1/8 фіналу переміг Карла Даргана (США) — 37-26
- В 1/4 фіналу переміг Миколу Семенягу (Україна) — 27-15
- В 1/2 фіналу переміг Еміля Магеррамова (Азербайджан) — 41-23
- У фіналі переміг Ділшода Махмудова (Узбекистан) — 39-21

На Азійських іграх 2006, здобувши три перемоги і програвши у півфіналі Манусу Бунжумнонгу (Таїланд), завоював бронзову медаль.
2007 року став чемпіоном Азії. Того ж року вдруге став чемпіоном світу.
- В 1/32 фіналу переміг Мілана Піперськи (Сербія) — 22-6
- В 1/16 фіналу переміг Едуардо Мендосу (Нікарагуа) — RSCO 2
- В 1/8 фіналу переміг Кевіна Биз'є (Канада) — RSCO 3
- В 1/4 фіналу переміг Мортеза Сепахванд (Іран) — AB 4
- В 1/2 фіналу переміг Каваті Масацугу (Японія) — RSCO 3
- У фіналі переміг Геннадія Ковальова (Росія) — 20-5

На Олімпійських іграх 2008 у  другому раунді змагань переміг Джоні Санчеса (Венесуела) — 22-3, а у чвертьфіналі програв Манусу Бунжумнонгу (Таїланд) — 5-7.
2009 року став чемпіоном Азії в категорії до 69 кг. На чемпіонаті світу 2009 завоював бронзову медаль.
- В 1/32 фіналу переміг Хуго Мінієкує (Габон) — RSC 2
- В 1/16 фіналу переміг Еміля Магеррамова (Азербайджан) — RSC 3
- В 1/8 фіналу переміг Тараса Шелестюка (Україна) — 16-11
- В 1/4 фіналу переміг Асадулло Боймуродова (Киргизстан) — AB 2
- В 1/2 фіналу програв Андрію Замковому (Росія) — 10-16

На Азійських іграх 2010, здобувши п'ять перемог, став чемпіоном.
На чемпіонаті світу 2011 завоював срібну медаль.
- В 1/32 фіналу переміг Карлоса Санчеса (Еквадор) — RSC 3
- В 1/16 фіналу переміг Арічета Сансіта (Таїланд) — RSC 2
- В 1/8 фіналу переміг Ясухіро Сузукі (Японія) — 25-12
- В 1/4 фіналу переміг Еррола Спенса (Сполучені Штати Америки) — 20-10
- В 1/2 фіналу переміг Егідіюса Каваляускаса (Литва) — AB 2
- У фіналі програв Тарасу Шелестюку (Україна) — 10-16 [1]

На Олімпійських іграх 2012 став чемпіоном.
- У другому раунді змагань переміг Ясухіро Сузукі (Японія) — 25-11
- В 1/4 переміг Габріеля Маестре (Венесуела) — 20-9
- В 1/2 фіналу переміг Андрєя Замкового (Росія) — 18-12
- У фіналі переміг Фреда Еванса (Велика Британія) — 17-9

### Виступи на Олімпіадах
| Олімпіада   | Вагова категорія | Місце |
| ----------- | ---------------- | ----- |
| Пекін 2008  | до 64 кг         | 5     |
| Лондон 2012 | до 69 кг         | 1     |